# Campeonato Sudamericano de Voleibol Femenino Sub-22
El Campeonato Sudamericano de Voleibol Femenino Sub-22 es un torneo de voleibol femenino. Es organizado por la Confederación Sudamericana de Voleibol y el país anfitrión y está dirigido a las selecciones nacionales que integren jugadoras con un máximo de 23 años de edad.

## Historial
| N.º | Año  | Sede    |        |          |      |
| --- | ---- | ------- | ------ | -------- | ---- |
| I   | 2014 | Popayán | Brasil | Colombia | Perú |
| II  | 2016 | Lima    | Brasil | Colombia | Perú |
| III | 2020 | Lima    |        |          |      |

## Medallero
- Actualizado hasta Peru 2016

| Núm. | País     | Oro | Plata | Bronce | Total |
| ---- | -------- | --- | ----- | ------ | ----- |
| 1    | Brasil   | 2   | 0     | 0      | 2     |
| 2    | Colombia | 0   | 2     | 0      | 2     |
| 3    | Perú     | 0   | 0     | 2      | 2     |
|      | TOTAL    | 2   | 2     | 2      | 6     |

## MVPpor edición
- 2014 –  Perú - Ángela Leyva
- 2016 –  Colombia - Maria Marin